# Parachiton hodgsoni
Parachiton hodgsoni är en blötdjursart som beskrevs av Boris I. Sirenko 2000. Parachiton hodgsoni ingår i släktet Parachiton och familjen Leptochitonidae. Inga underarter finns listade i Catalogue of Life.